# 卢克·霍华德
卢克·霍华德（英語：Luke Howard，1772年11月28日—1864年3月21日），英国皇家学会院士，十九世纪英国制药学家，业余气象学家，创办了知名制药企业Howards & Sons Ltd，在今天则以其对云的分类工作而闻名于世。